# Bunaeopsis ferruginea
Bunaeopsis ferruginea är en fjärilsart som beskrevs av Eugène Louis Bouvier. Bunaeopsis ferruginea ingår i släktet Bunaeopsis och familjen påfågelsspinnare. Inga underarter finns listade i Catalogue of Life.